# Psilocistella obsoleta
Psilocistella obsoleta är en svampart som först beskrevs av Josef Velenovský, och fick sitt nu gällande namn av Svrcek 1977. Psilocistella obsoleta ingår i släktet Psilocistella och familjen Hyaloscyphaceae.   Inga underarter finns listade i Catalogue of Life.